# Рядовка жёлто-красная
Рядо́вка жёлто-красная (лат. Tricholomopsis rutilans) — гриб семейства Рядовковые.
Научные синонимы:
- Agaricus rutilans Schaeff., 1774 basionym
- Gymnopus rutilans (Schaeff.) Gray, 1821
- Tricholoma rutilans (Schaeff.) P.Kumm., 1871
- Cortinellus rutilans (Schaeff.) P.Karst., 1879 и др.

Русские синонимы:
- Рядовка красне́ющая
- Ложнорядо́вка жёлто-красная
- Опёнок жёлто-красный, опёнок  красный
- Опёнок сосно́вый

## Описание
Шляпка диаметром 5—15 см, выпуклая, затем до плоской, кожица оранжево-жёлтая, сухая, бархатистая, густо покрыта мелкими волокнистыми чешуйками пурпурного или красновато-коричневого цвета.
Мякоть ярко-жёлтая, в шляпке плотная, толстая, в ножке волокнистая, с мягким или горьковатым вкусом, запах кисловатый или гнилой древесины.
Пластинки узкоприросшие, желтоватые или ярко-жёлтые, извилистые.
Ножка длиной 4—10 см, диаметром 1—2,5 см, сплошная, затем полая, часто изогнута (если гриб растёт на вертикальной поверхности), с утолщением в основании. Поверхность того же цвета, что и шляпка, с пурпурными или более светлыми, чем на шляпке чешуйками.
Споровый порошок белый, споры 6,5×5 мкм, широкоэллипсоидальные или почти округлые.

## Экологияи распространение
Сапротроф, встречается в хвойных лесах, преимущественно сосновых, растёт на отмершей древесине. Плодоносит группами.
Сезон: июль — конец октября, массовое плодоношение (для средней полосы России) — вторая половина июля, середина августа, практически весь сентябрь.

## Сходные виды
- Tricholomopsis decora более редок, меньшего размера и с более светлой шляпкой без пурпурных чешуек.

## Пищевые качества
По советскому разделению грибов — условно съедобный гриб невысокого качества. Собирают обычно только в молодом возрасте, зрелые плодовые тела становятся более горькими.